# Exlantix
Exlantix (кит. упр. 星纪元) — китайский производитель гибридных автомобилей и электромобилей со штаб-квартирой в Уху. Основан в 2024 году и принадлежит концерну Chery Automobile.

## История
В октябре 2023 года, во время подготовки к дебюту на китайском рынке нового модельного ряда «Sterra» под брендом Exeed, компания Chery Automobile подтвердила планы по экспорту автомобилей из этой серии на зарубежные рынки. С прицелом на экспорт был создан новый бренд Exlantix, который впервые дебютировал в сентябре 2024 года на российском рынке. Первым в продажу поступил гибридный вариант модели Sterra ET под названием Exlantix ET, который не подвергался визуальным доработкам и ограничивался другими обозначениями производителя, отходящими от материнской компании Exeed.
В октябре 2024 года портфолио Exlantix пополнилось второй моделью (Exlantix ES), на этот раз являющейся аналогом Exeed Sterra ES. Начиная с 2025 года, рыночный охват Exlantix будет расширяться параллельно с европейским рынком, дополняя местное предложение концерна Chery наряду с брендами Omoda и Jaecoo.

## Модельный ряд

### Легковые автомобили
- ES

### SUV

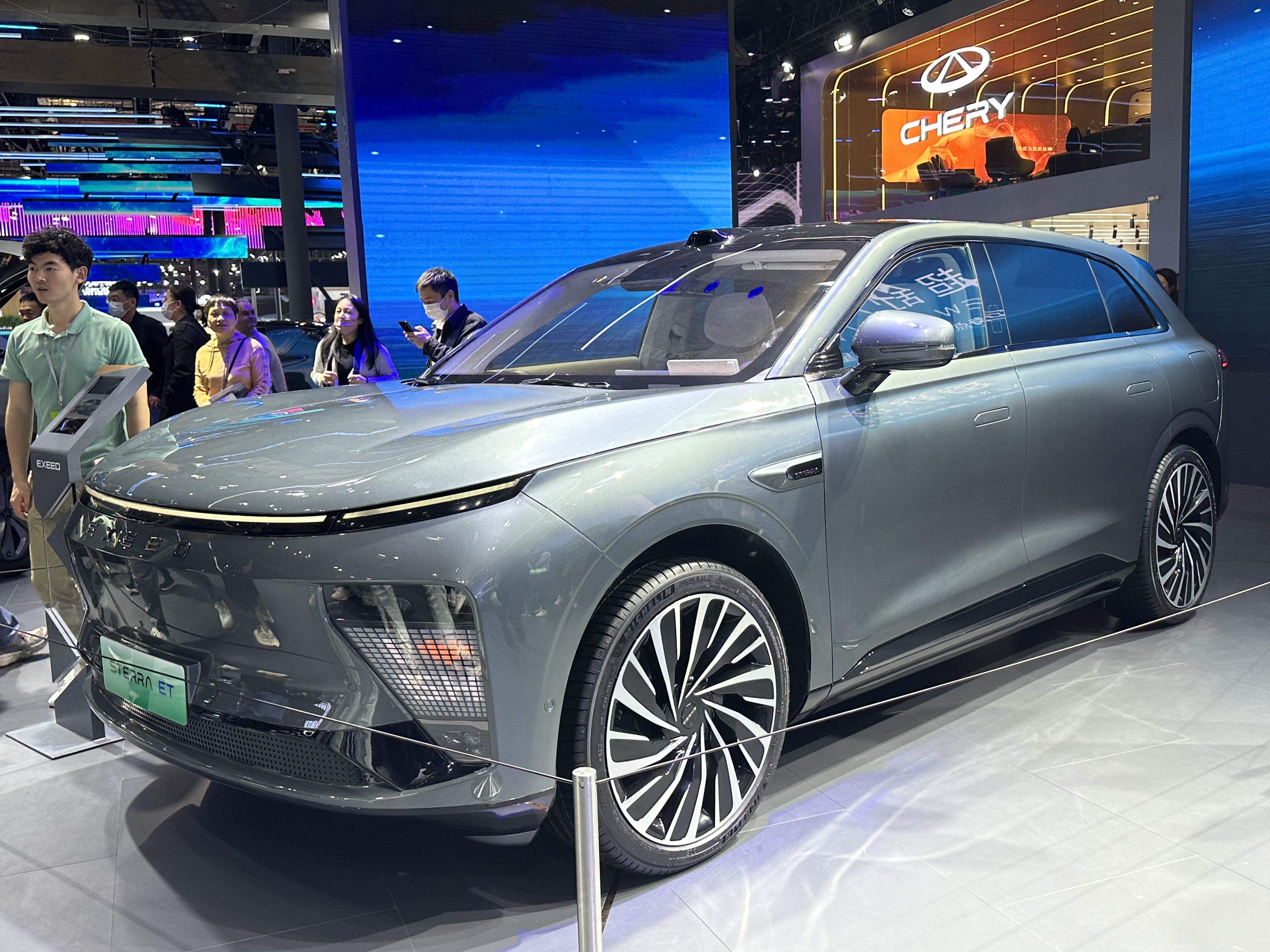
Exlantix ET (2024)

- ET